# Surifesta
Surifesta is een festival  in Suriname waarmee de laatste weken van het oude jaar (owru yari) worden uitgevierd en de eerste dagen van het nieuwe jaar worden ingeluid. Het bestaat uit een verzameling van allerlei evenementen in Paramaribo.
Het is in trek bij Surinamers uit eigen land en die hun geboorteland bezoeken rond Kerst en Nieuwjaar. Sinds 2010 ontving Surifesta jarenlang aandacht van de Amerikaanse televisiezender CNN die het in de top 10 van oudejaarsfeesten wereldwijd plaatste.
Het programma wordt rond medio december gepresenteerd via een app.

## Evenementen
De eerste activiteiten beginnen al voor Kerst. Het festival wordt voor een deel op straat gevierd, waar bars staan opgesteld. Naast een groot aantal muziekevenementen, waaronder het Kawina Festival, zijn er allerlei culturele, spirituele en sportevenementen, waaronder de hardloopwedstrijd Bigi Broki Waka die over de Jules Wijdenboschbrug voert. Op oudjaarsdag worden onder grote belangstelling Pagara Estafettes uitgerold en ontstoken en de Owru Yari Countdown afgeteld.

## Geschiedenis
In 1997 kwam toerismeminister Dick de Bie met het idee om meer te gaan doen met de diverse activiteiten die er in de laatste dagen van het oude jaar werden georganiseerd. Op zijn initiatief werden ze gebundeld en sindsdien gepresenteerd als Surifesta. Het idee werd daarop opgepakt door festivalorganisatoren en horecagelegenheden die het verder hebben ontwikkeld.

## Impressie
| Bigi Broki Waka |  | Swit Watra  |
| Bigi Broki Waka |  | Switi watra |

| festiviteiten in de binnenstad |
| festiviteiten in de binnenstad |